# Cecilia of the Pink Roses

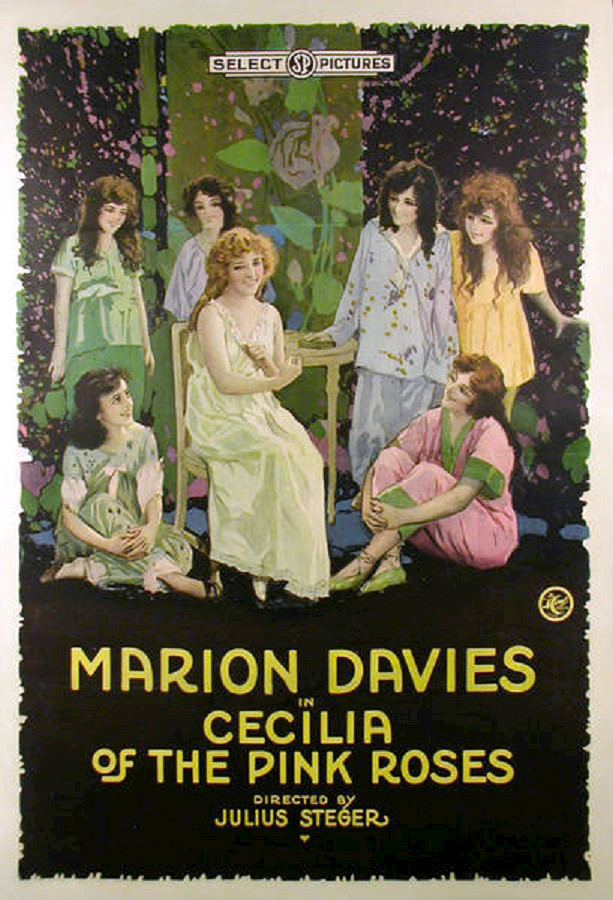
Affiche du film

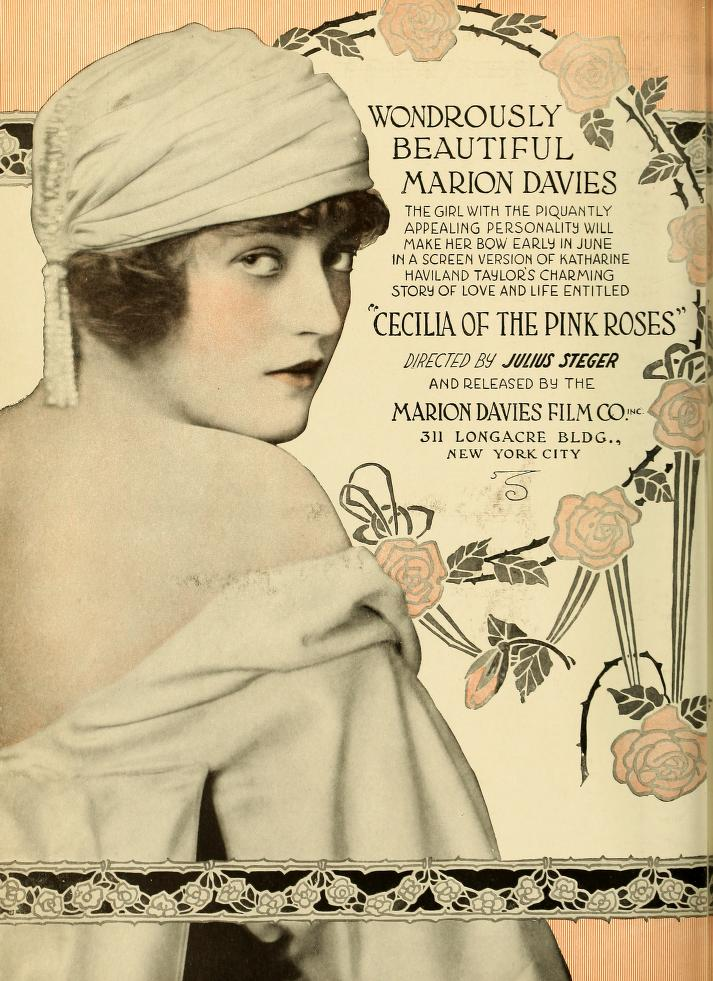
Publicité pour le film

Cecilia of the Pink Roses est un film américain réalisé par Julius Steger et sorti en 1918.

## Synopsis
Cecilia est une irlandaise courageuse issue d'une famille en difficulté, confrontée à la mort imminente de sa mère.

## Fiche technique
- Réalisation : Julius Steger
- Scénario : S.M. Weller d'après Cecilia of the Pink Roses de Katharine Haviland Taylor
- Production : Marion Davies
- Distribution : Select Pictures (en)
- Durée : 6 bobines[1]
- Date de sortie: 
  - États-Unis : 2 juin 1918

## Distribution
- Marion Davies : Cecilia
- Harry Benham : Harry Twombly
- Edward O'Connor : Jeremiah Madden
- Willette Kershaw : Mary, femme de Jeremiah
- Charles Jackson : Johnny enfant
- George Le Guere : Johnny jeune homme
- Danny Sullivan : père McGowan
- John Charles : George Dickson
- Eva Campbell : Dolly Vernon
- Joseph Burke : Dr. McNeil